# Laudio
Laudio en basque ou Llodio en espagnol est une municipalité dans la province d'Alava, située dans la Communauté autonome basque en Espagne.